# Trixiceps
Trixiceps är ett släkte av tvåvingar. Trixiceps ingår i familjen parasitflugor.
Kladogram enligt Catalogue of Life:
| Trixiceps | \| \| Trixiceps magnipalpis \| \| \| \| \| \| Trixiceps russea \| \| \| \| |
|           | \| \| Trixiceps magnipalpis \| \| \| \| \| \| Trixiceps russea \| \| \| \| |
|           | Trixiceps magnipalpis                                                      |
|           |                                                                            |
|           | Trixiceps russea                                                           |
|           |                                                                            |